# 양곤 증권거래소
양곤 증권거래소(YSX, 버마어: ရန်ကုန်စတော့အိတ်ချိန်း; )는 미얀마 양곤에 소재한 증권거래소이다. 2015년 10월에 첫 개장하였다.